# Susanne Sundfør
Susanne Aartun Sundfør (Haugesund, 19. ožujka 1986.) norveška je pjevačica, kantautorica i glazbena producentica. Rođena je i odrasla u Haugesundu, a glazbi se posvetila dvije godine prije objave njezina istoimena debitantskog albuma (iz 2007.), koji se pojavio na trećem mjestu Norveške ljestvice albuma. Uslijedila je objava koncertnog albuma Take One koji sadrži pjesme s njezina debitantskog uratka izvedene uživo. Njezin drugi studijski album The Brothel objavljen je 2010. i bio je komercijalno uspješan u Norveškoj, gdje se pojavio na prvom mjestu glazbene ljestvice albuma i postao najprodavaniji album te godine. Na tom se uratku odvojila od klavirske pop-glazbe i posvetila se eksperimentalnijoj elektroničkoj glazbi. Godine 2011. objavila je koncertni instrumentalni album A Night at Salle Pleyel koji se sastoji isključivo od zvuka sintesajzera; djelo je skladano prema narudžbi.
Njezin treći studijski album The Silicone Veil (iz 2012.) pojavio se na prvom mjestu Norveške ljestvice albuma i dobio je pohvale kritičara. Na međunarodnu se glazbenu scenu probila 2015. četvrtim studijskim albumom Ten Love Songs, na kojem je eksperimentirala s elektroničkim dance popom. Taj se album također pojavio na prvom mjestu norveške ljestvice, ali je dobio i pohvale većeg broja kritičara. Na petom je studijskom albumu Music for People in Trouble (iz 2017.) napustila elektroničke elemente prijašnjih uradaka i vratila se prvotnom stilu tradicionalne glazbe. Postao je njezin četvrti album zaredom koji se pojavio na prvom mjestu norveške ljestvice albuma.

## Rani život
Sundfør je rođena u Haugesundu 19. ožujka 1986. Praunuka je teologa i lingvista Kjella Aartuna. Nakon što je završila srednju glazbenu školu, počela se baviti glazbom iz hobija. Izjavila je da je zapravo počela svirati kao šestogodišnjakinja: "Išla sam na satove na kojima bismo samo pjevali i svirali tamburin. Nije u pitanju bilo ništa ozbiljno, ali mi se zbilja svidjelo, pa sam kao osmogodišnjakinja počela svirati violinu. Godinu dana poslije išla sam na satove klavira, a kad mi je bilo 12 išla sam na satove pjevanja. Dakle, rano sam počela svirati, ali nisam se ozbiljno bavila glazbom. Nisam vježbala. Tad sam otišla u srednju glazbenu školu, što bi se moglo nazvati cijelom mojom glazbenom naobrazbom." Sundfør je također studirala engleski jezik i umjetnost na Sveučilištu u Bergenu.

## Karijera

### 2005. – 2007.: Početak karijere iSusanne Sundfør
Sundfør je stekla popularnost u Norveškoj 2005., kad je diljem te zemlje svojim koncertima prethodila nastupima Toma McRaea. Godine 2006. pridružila se turneji skupine Madrugada i s njom izvodila pjesmu "Lift Me"; riječ je o duetu koji je skupina izvorno snimila s pjevačicom Ane Brun. U studenom te godine objavila je debitantski singl "Walls", koji se pojavio na trećem mjestu Norveške ljestvice singlova. Njezin istoimeni debitantski album objavljen je u ožujku 2007. i pojavio se na trećem mjestu ljestvice albuma.

### 2008. – 2009.:Take One
Godine 2008. uslijedila je objava koncertnog albuma Take One, na kojem se nalaze akustične obrade pjesama s njezina debitantskog albuma. Sundfør smatra da je "poput albuma remiksanih pjesama, odnosno albuma koji se sastoji samo od remiksanih inačica pjesama s prijašnjeg albuma, takvim ga doživljavam. Ne bih rekla da je to album poput ostalih." Iste godine za NRK je obradila pjesmu "Masters of War" Boba Dylana u Store Studiju. U veljači te godine osvojila je nagradu Spellemannprisen za najbolju žensku izvedbu. Potaknula je raspravu diljem države kad je prihvatila nagradu i izjavila da je njezin rad treba prvo prikazivati kao umjetnicu, a tek onda kao ženu; Kathrine Aspaas iz norveških novina Aftenposten komentirala je da je već tjedan dana prije Ane Brun rekla da je norveški Grammy još u kamenom dobu jer ima odvojene nagrade za najboljeg muškog i ženskog glazbenika. Istog je mjeseca gostovala na albumu norveške princeze Mette-Marit Sorgen og Gleden, na kojem je izvela norvešku tradicionalnu pjesmu "Ingen vinner frem til den evige ro" Larsa Linderota i Gustava Jensena. Krajem te godine preselila se u Oslo.

### 2010. – 2011.:The Brothel
Godine 2010. objavljen je drugi studijski album The Brothel koji je dobio pohvale kritičara i postao najprodavaniji album u Norveškoj te godine. Na tom se uratku odvojila od klavirskih pop-pjesama i posvetila eksperimentalnijem elektroničkom zvuku. Sundfør ga je opisala "konceptualnim albumom koji se podjednako sastoji od akustičnog i elektroničnog zvukovlja". Eirik Kydland iz Dagbladeta u recenziji albuma napisao je: "Ovo nadilazi norvešku melankoliju i nekoliko će pop-izvođača nakon slušanja ovog albuma vjerojatno zaplakati. Ne samo zato što će shvatiti da joj nisu ni do koljena, nego i zato što je [ovaj album] prelijep i neodoljiv." U to se vrijeme odlučila u potpunosti posvetiti glazbi. U intervjuu iz 2013. izjavila je: "Mislim da sam tek nakon objave The Brothela shvatila da se ovime želim baviti cijeli život; tad sam prvi put osjetila da sam 'pronašla' [svoj] zvuk." Poslije se te godine nakratko pridružila skupini Hypertext, s kojom je objavila album Astronaut Kraut!. Također je gostovala na singlu "Sister to All" folk rock grupe Real Ones.
Godine 2011. pjevala je na skladbi "Baboon Moon" s istoimenog albuma Nilsa Pettera Molværa. Te je godine objavila i instrumentalni album A Night at Salle Pleyel; riječ je o koncertnoj snimci glazbenog djela naručenog za 25. godišnjicu Oslo Jazz Festivala. Sundfør je skladala djelo služeći se isključivo klavijaturama s još četvoricom klavijaturista koje je sama izabrala: Ådneom Meisfjordom, Mortenom Ovenildom, Øysteinom Moenom i Christianom Wallumrødom. Izjavila je da je riječ o sporednom projektu.

### 2012. – 2013.:The Silicone Veil
Godine 2012. Sundfør je objavila kritički hvaljen "White Foxes", glavni singl s njezina trećeg studijskog albuma The Silicone Veil, koji je ujedno njezin prvi album objavljen u Ujedinjenom Kraljevstvu. Dobio je vrlo pozitivne recenzije međunarodnih kritičara i bio je komercijalno uspješan u Norveškoj, gdje je debitirao na prvom mjestu tamošnje glazbene ljestvice albuma. Krajem te godine objavljen je singl "Away" na kojem je surađivala s norveškim glazbenikom Mortenom Myklebustom. Dana 6. prosinca objavila je i pjesmu "Running to the Sea" koju je snimila u suradnji s elektroničkim duom Röyksopp. Uživo su izveli tu pjesmu 28. studenoga 2012. na Lydverketu, kad su obradili i pjesmu "Ice Machine" Depeche Modea. Studijska inačica "Ice Machine" poslije je uvrštena na kompilaciju Late Night Tales: Röyksopp (iz 2013.), a "Running to the Sea" uvrštena je na peti Röyksoppov studijski album The Inevitable End (iz 2014.).
Sundfør je surađivala s francuskom elektroničkom skupinom M83 na glazbi za film Zaborav. CD filmske glazbe objavljen je 9. travnja 2013. i na njemu se nalazi naslovna pjesma na kojoj pjeva Sundfør. Poslije je tog mjeseca u Ujedinjenom Kraljevstvu objavljen ostatak njezine diskografije. Idućeg je mjeseca Sundfør uz Siri Nilsen gostovala na singlu "Death Hanging" Susanne Wallumrød. Njih tri snimile su pjesmu 2012. tijekom Øyafestivalena u Oslu i objavile je 24. svibnja 2013. na platformama za reprodukciju glazbe i preuzimanje. U lipnju 2013. Sundfør je remiksala singl "A.M.A" grupe Maps. Također je producirala, aranžirala i snimila debitantski studijski album The Urge Dreams indie pop skupine Bow to Each Other; na uratku je također bila prateća vokalistica, klavijaturistica i sviračica autoharfe.

### 2014. – danas:Ten Love SongsiMusic for People in Trouble
U listopadu 2014. objavljen je "Fade Away", glavni singl s njezina četvrtog studijskog albuma Ten Love Songs, koji je objavljen u veljači 2015. Tim se albumom Sundfør probila na međunarodnu glazbenu scenu. Uradak je dobio pozitivne recenzije i bio je komercijalno uspješan; debitirao je na prvom mjestu Norveške ljestvice albuma, a mnogi su ga recenzenti proglasili jednim od najboljih albuma 2015. Sundfør je u ožujku krenula na europsku turneju, a prvi joj je nastup održan u londonskoj Scali. Te se godine nakratko iz Osla preselila u Istočni London i u Dalstonu napisala većinu pjesama za idući album, ali se poslije vratila u Oslo.
Dana 6. lipnja 2017. najavila je da će diskografska kuća Bella Union 25. kolovoza 2017. objaviti njezin peti studijski album Music for People in Trouble, premda je naknadno odlučeno da će biti objavljen 8. rujna zbog "nepredviđenih okolnosti". Glavni singl s albuma, "Undercover", objavljen je na dan najave. Istog je dana najavljeno da će Sundfør otići na popratnu turneju. Drugi singl "Mountaineers", na kojem gostuje John Grant, objavljen je 24. srpnja. Dobio je vrlo pozitivne recenzije glazbenih kritičara. Debitirao je na prvom mjestu Norveške ljestvice albuma, zbog čega je postao njezin četvrti uradak zaredom koji se pojavio na tom mjestu. Na tom je albumu napustila elektronički zvuk prijašnjih uradaka i ponovo se posvetila tradicionalnoj glazbi.

## Glazbeni stil i utjecaji
"Sudjelujem u svim tim glazbenim pustolovinama, ali nekako se uvijek vratim countryju i tradicionalnoj glazbi. Takva mi je glazba prirasla srcu, možda zato što sam je slušala dok sam bila djevojčica."

Njezina je glazba raznolika i u pjesmama eksperimentira s različitim stilovima. Za njezine se pjesme tvrdi da su mješavina eksperimentalnog popa, electronice, tradicionalne glazbe, jazza i klasične glazbe, a u nekim drugim njezinim pjesmama prisutni su elementi synth-popa, barokne glazbe, electro-folka, electropopa, dream popa, countryja i avangardne glazbe. Uglavnom je se naziva glazbenicom art popa. Uspoređuje ju se s drugim glazbenicama poput Kate Bush i Björk, premda je sama odbacila takve usporedbe. Tvrdi da je njezina glazba uglavnom nadahnuta radovima Carly Simon. Dodala je i da su na njezin rad utjecali umjetnici poput Joni Mitchell, Carole King, Cata Stevensa, Radioheada, Buriala, Skreama, Aphexa Twina, Depeche Mode, Scotta Walkera, Philipa Glassa, Sylvije Plath, i Eltona Johna, ali i putovanja, knjige, filmovi i "život općenito".
Odrastajući je slušala country, folk rock i pop, a 2015. je počela slušati rani dubstep: "Kad radite na folk rock glazbi, kreativni proces ne odvija se u studiju kao što je slučaj kad radite s electronicom. Ta mogućnost korištenja studija kao oruđe za kreativnost sve me više privukla k elektroničkoj glazbi." Poznata je i po borbi protiv seksizma u glazbenoj industriji; izjavila je: "Biti žena u [svijetu] elektroničke glazbe znači boriti se protiv predrasuda da muškarci programiraju, a žene pjevaju."

## Privatni život
Sundfør je izjavila da je ateistica, ali da "ne vjeruje da znanost može objasniti sve što nas okružuje"; nastavila je: "Nekad je zabavno zamišljati da postoji neki 'viši' smisao, veza, nešto o čemu prije nismo razmišljali i za što je potrebno doći na višu razinu razumijevanja. Nekad su pitanja zanimljivija od odgovora."
U kolovozu 2020. Sundfør je na Instagramu izjavila da je postala majka.

### Politička stajališta
Prije norveških parlamentarnih izbora 2017. Sundfør je na Twitteru podržala Socijalističku lijevu stranku i napisala: "Glasajte za solidarnost i zaštitu našeg planeta. Glasajte protiv kapitalizma. To je jedina čovječna budućnost."

## Diskografija
Studijski albumi
- Susanne Sundfør (2007.)
- The Brothel (2010.)
- The Silicone Veil (2012.)
- Ten Love Songs (2015.)
- Music for People in Trouble (2017.)
- Blómi (2023.)

## Vanjske poveznice

### Sestrinski projekti
|  | Zajednički poslužitelj ima još gradiva o temi Susanne Sundfør |

### Mrežna mjesta
- Službene stranice  Arhivirana inačica izvorne stranice od 21. ožujka 2021. (Wayback Machine)
- Susanne Sundfør na AllMusicu